# 勒斯凯
勒斯凯，是匈牙利琼格拉德州所辖的一个村。总面积36.63平方公里，总人口3296，人口密度90.0人/平方公里（2011年1月1日）。